# Landesregierung Wedenig V
Die Landesregierung Wedenig V bildet die Kärntner Landesregierung in der 20. Gesetzgebungsperiode ab ihrer Wahl am 30. März 1960 bis zur Angelobung der nachfolgenden Landesregierung Sima I. In der Landesregierung stellte die Sozialdemokratische Partei Österreichs (SPÖ) neben dem Landeshauptmann den Ersten Landeshauptmann-Stellvertreter und zwei Landesräte, die Österreichische Volkspartei (ÖVP) entsandte den Zweiten Landeshauptmann-Stellvertreter und einen Landesrat. Zudem stellte die Freiheitliche Partei Österreichs (FPÖ) einen Landesrat.
Zu der ersten Änderung in der Zusammensetzung der Landesregierung kam es, als Karl Schleinzer (ÖVP) am 13. April 1961 sein Mandat zurücklegte. Ihm folgte an diesem Tag Herbert Bacher nach. Zudem legte Matthias Krassnig mit Schreiben vom 8. Juli 1963 sein Amt als 1. Landeshauptmann-Stellvertreter zurück, woraufhin Hans Sima am 12. Juli 1963 zu seinem Nachfolger gewählt wurde und Hans Schober als Landesrat nachrückte.

## Wahl
Bei der Wahl des Landeshauptmanns, die in einer Mehrheitswahl erfolgte, wurde der bisherige Landeshauptmann Ferdinand Wedenig (SPÖ) mit 18 von 36 abgegebenen Stimmen erneut zum Landeshauptmann gewählt. 18 Stimmen waren leer (ungültig) geblieben. Die Wahl der Landeshauptmann-Stellvertreter erfolgte nach dem Verhältniswahlrecht, wobei Matthias Krassnig (SPÖ) zum Ersten und Thomas Truppe (ÖVP) zum Zweiten Landeshauptmannstellvertreter gewählt wurden. Bei der Wahl war auf eine Wahl mittels Stimmzettel verzichtet worden, wodurch die Kandidaten auf Grund ausreichend unterzeichneter Wahlvorschläge ihrer Landtagsklub als gewählt galten. Ebenso erfolgte die Wahl der Landesräte auf Grund ausreichend unterzeichneter Wahlvorschläge.

## Regierungsmitglieder
| Amt                                                                 | Name              | Partei | Referate |
| ------------------------------------------------------------------- | ----------------- | ------ | -------- |
| Landeshauptmann                                                     | Ferdinand Wedenig | SPÖ    |          |
| 1. Landeshauptmann-Stellvertreter ab 12. Juli 1963, zuvor Landesrat | Hans Sima         | SPÖ    |          |
| 2. Landeshauptmann-Stellvertreter                                   | Thomas Truppe     | ÖVP    |          |
| Landesrat                                                           | Hans Kerstnig     | SPÖ    |          |
| Landesrat ab 12. Juli 1963                                          | Hans Schober      | SPÖ    |          |
| Landesrat ab 13. April 1961                                         | Herbert Bacher    | ÖVP    |          |
| Landesrat                                                           | Hans Rader        | FPÖ    |          |
| Vorzeitig ausgeschiedene Mitglieder der Landesregierung             |                   |        |          |
| 1. Landeshauptmann-Stellvertreter bis 8. Juli 1963                  | Matthias Krassnig | SPÖ    |          |
| Landesrat bis 13. April 1961                                        | Karl Schleinzer   | ÖVP    |          |